# Isabel och kärleken
Isabel och kärleken är en tysk romantikfilm från 1940 i regi av Erich Engel. Manus skrevs av Géza von Cziffra efter en förlaga av Frank Thieß. Huvudrollen som Isabel görs av Hilde Krahl och den manliga huvudrollen spelas av Ewald Balser.

## Rollista
- Hilde Krahl - Isabel
- Ewald Balser - Manfred Corner
- Maria Koppenhöfer - frau Choix
- Rolf Weih - herr Hirzel
- Herbert Hübner - Beauchamps
- Annemarie Holtz - Heliane
- Max Gülstorff - Dr. Hallmeyer
- Rudolf Fernau - Victor
- Aribert Wäscher - Peititpierre
- Hubert von Meyerinck - Bu-Bu
- Olga Limburg - grevinnan Lambeau
- Olga Engl - tante Louise